# مهدی باقربیگی
مهدی باقربیگی (زادهٔ ۲۱ دی ۱۳۵۶ خورشیدی در اصفهان) بازیگر سینما و تلویزیون است. آغاز بازیگری او در سال ۱۳۶۹ و در مجموعه تلویزیونی قصه‌های مجید بود. نشریه دنیای تصویر، کاراکتر مجید در این مجموعه تلویزیونی را به عنوان یکی از ۱۰۰ نقش فراموش نشدنی تاریخ سینما و تلویزیون ایران انتخاب کرده‌است.

## عضویت‌ درشورای شهر اصفهان
او در سال ۱۳۹۲ با شرکت در انتخابات شورای‌شهر اصفهان توانست بیش از ۶۵ هزار رای مردم را به خود اختصاص داده و به عنوان نفر دوم به شورای شهر راه یابد.

## سینما
| ردیف | سال  | عنوان         | کارگردان       | توضیحات                                                                                  |
| ---- | ---- | ------------- | -------------- | ---------------------------------------------------------------------------------------- |
| ۱    | ۱۳۷۰ | شرم           | کیومرث پوراحمد |                                                                                          |
| ۲    | ۱۳۷۱ | سفرنامهٔ شیراز | کیومرث پوراحمد |                                                                                          |
| ۳    | ۱۳۷۱ | صبح روز بعد   | کیومرث پوراحمد | این فیلم بر اساس داستانی از مجموعه قصه های مجید، نوشته هوشنگ مرادی کرمانی ساخته شده است. |
| ۴    | ۱۳۷۲ | نان و شعر     | کیومرث پوراحمد | این فیلم بر اساس داستانی از مجموعه قصه های مجید، نوشته هوشنگ مرادی کرمانی ساخته شده است. |
| ۵    | ۱۳۸۹ | مرگ سپید      | مرتضی آتش زمزم |                                                                                          |
| ۶    | ۱۳۹۷ | پاستاریونی    | سهیل موفق      |                                                                                          |

## تلویزیون
| ردیف | سال       | عنوان             | کارگردان           | شبکه                   | توضیحات |
| ---- | --------- | ----------------- | ------------------ | ---------------------- | --- |
| ۱    | ۱۳۶۹-۱۳۷۰ | قصه‌های مجید       | کیومرث پوراحمد     | ۱ سیما                 | برپایه کتاب به همین نام از هوشنگ مرادی کرمانی ساخته شد.                                                                  |
| ۲    | ۱۳۸۶      | روز از نو         |                    |                        | تله فیلم |
| ۳    | ۱۳۸۸      | مرگ سپید          |                    |                        | تله فیلم |
| ۴    | ۱۳۸۸-۱۳۸۹ | در چشم باد        | مسعود جعفری جوزانی | ۱ سیما                 | فیلمبرداری این فیلم از مهرماه سال ۱۳۸۲ آغاز شد و به مدت ۵ سال به طول انجامید و در نهایت در اواخر سال ۱۳۸۷ به پایان رسید. |
| ۵    | ۱۳۸۹      | در مسیر زاینده‌رود | حسن فتحی           | ۱ سیما                 | این فیلم در ماه رمضان ۱۳۸۹ پخش شد.                                                                                       |
| ۶    | ۱۳۸۹      | پرانتز باز        | کیومرث پوراحمد     | شبکه تهران             | این مجموعه در قالب ۲۰ قسمت ۶۰ دقیقه در سال ۱۳۸۹ پخش شد.                                                                  |
| ۷    | ۱۳۹۰      | بگو که هستم       |                    |                        | |
| ۸    | ۱۳۹۴      | خاتون             | مرتضی آتش زمزم     | شبکه پنج و شبکه اصفهان | این مجموعه در قالب ۲۷ قسمت پخش شد.                                                                                       |